# Le Livre de Mars
Le Livre de Mars (titre original : Eric John Stark saga) est un cycle de quatre romans de fantasy de Leigh Brackett, contant les aventures des terriens Matt Carse et Eric John Stark sur la planète rouge, où la science se distingue mal de la magie.

## Éditions
Il a été édité selon les tomes chez Marabout, J'ai lu, puis Pocket, enfin en un seul tome (Le Grand Livre de Mars) au Bélial'.
1. L'Épée de Rhiannon ((en) The Sword of Rhiannon, 1953)
2. Le Secret de Sinharat ((en) The Secret of Sinharat, 1964)
3. Le Peuple du talisman ((en) People of the Talisman, 1964)
4. Les Terriens arrivent ((en) The Coming of the Terrans, 1967)